# Hohenfeld

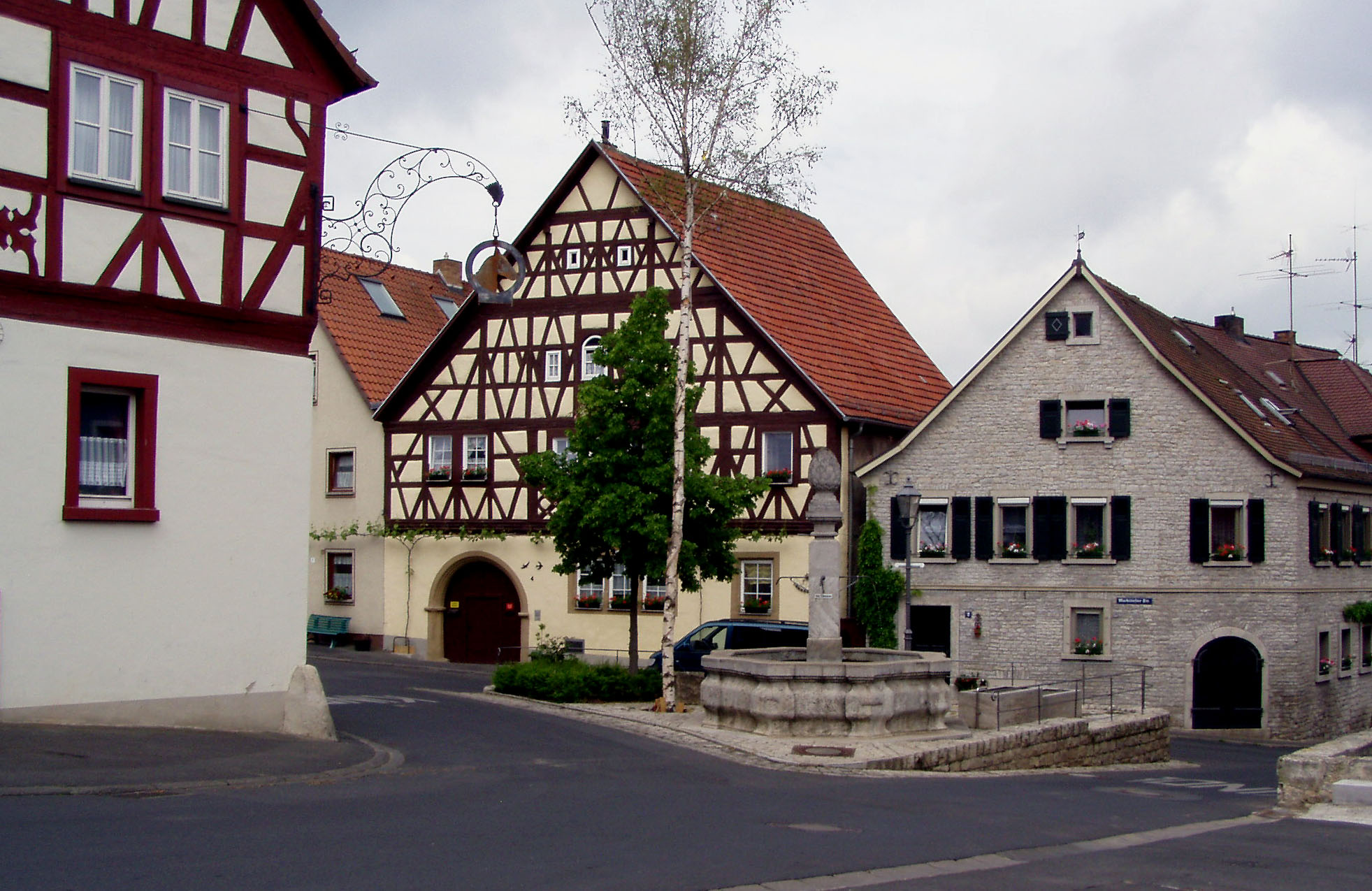
Cases a Hohenfeld

Hohenfeld és una vila del districte de Kitzingen, al Regierungsbezirk de la Baixa Francònia, a Baviera, Alemanya. Forma part de la ciutat de Kitzingen.